# Vlag van Skåne
De vlag van Skåne (Zweeds: Skånes flagga, Skånska flaggan of Skåneländska flaggan) verwijst naar twee verschillende vlaggen, waarvan de ene een banier is met het provinciewapen met een griffioenhoofd, en de andere een vlag met een Scandinavisch kruis. Ze worden allebei gebruikt als provincievlag die de meest zuidelĳke provincie van Zweden vertegenwoordigt: Skåne.
De kruisvlag is vrĳ populair geworden in de provincie (län) Skåne, vooral voor de promotie van toerisme. In 2017 werd de vlag door de regionale overheid aangenomen als de officiële vlag van Skåne, maar dit besluit werd door de landelijke Zweedse overheid nooit erkend.
Het wapenvlag (met de griffioenenkop) is afgeleid van het wapen dat de koning van Zweden in de jaren 1600 aan de provincie gaf. Een betwiste hypothese beweert dat de kruisvlag is afgeleid van het wapen van de Deense aartsbisschop van Lund, en daarmee ouder zou zijn dan de banier met de griffioenkop.

## Oorsprong
De Skånse vlag zou in 1902 gecreëerd zĳn als een privé-initiatief van historicus Mathias Weibull, die het ontwerp baseerde op de Scandinavische traditie van vlaggen met het Scandinavisch Kruis. Het combineert het rood van de vlag van Denemarken met het gele kruis van de vlag van Zweden.
Sommige historici claimen echter dat de vlag oorspronkelijk zou hebben behoord bij de historische regio Skåneland, die een groter gebied omvat dan het huidige Skåne. Skåneland maakte tot 1658 (Vrede van Roskilde) deel uit van Denemarken en werd daarna onderdeel van Zweden. Buiten de huidige provincie Skåne is het gebruik van deze vlag echter uiterst zeldzaam.
Een andere veronderstelling claimt dat de vlag is afgeleid van het wapen van de Deense aartsbisschop van Lund, de aartsbisschop voor alle Noordse landen vanaf ongeveer 1100. Het is alleen onbekend of hĳ dit wapen ook echt gebruikt heeft.

## Overeenkomstige vlaggen
- Een vlag met hetzelfde ontwerp werd voorgesteld als de vlag van Finland, voordat Finland de huidige wit/blauwe vlag koos. De rood/gele vlag wordt soms gebruikt door de Zweedstalige minderheid in Finland. Dezelfde kleuren komen voor in het Finse wapen.
- Ook de vlag van de Noorse Nazipartĳ Nasjonal Samling had vanaf 1933 dit ontwerp, tot de partĳ in 1945 opgeheven werd. Rood en geel werden gezien als de nationale kleuren van Noorwegen, aangezien ze terug te vinden zĳn in het wapen van het land.

## Vlag van Skåne län
De vlag van Skåne län is gelijk aan het wapen van de provincie. Volgens de huidige heraldische normen en tradities is het zogenaamde wapenschild de juiste vlag voor Zweedse provincies. Een wapenschild is eigenlijk een heraldisch wapenschild dat is omgezet in een vlag. Het wapen mag niet de buitenste schildvorm hebben die het wapen in zijn gebruikelijke vorm heeft, maar toont verder hetzelfde motief, waarbij de inhoud zo is aangepast dat deze het oppervlak van het vlaggendoek goed vult. Accessoires rond het schild, zoals kronen, helmen of schildhouders, worden weggelaten.
De griffioen als symbool voor Skåne heeft een lange traditie. Als belangrijkste provincie die door de Vrede van Roskilde in 1658 onderdeel werd van Zweden, moest Skåne natuurlijk heraldisch vertegenwoordigd zijn op de begrafenis van Karel X Gustaaf in 1660, en voor deze ceremonie werd het provinciewapen gecreëerd. Het was op voorstel van het Kroonlid Gustav Bonde dat het wapen van Malmö, de grootste stad van Skåne, werd overgenomen in het nieuwe provinciewapen; het zilveren veld van het wapen van de stad is in het wapen van Skåne echter vervangen door goud. Het wapen van Malmö zelf is nog ouder. De stad kreeg het door middel van een wapen uitgegeven door Erik van Pommeren in 1437, en het wapen is afkomstig van zijn eigen Pommerse wapen.
Skåne län werd in 1997 opgericht. De voormalige graafschappen Malmöhus län en Kristianstads län hadden allebei een griffioen in hun wapen. Dit, en het feit dat de nieuw opgerichte provincie zijn naam deelt met de provincie met dezelfde grenzen, maakte de griffioen een logische keuze voor het wapen van de nieuwe provincie. In tegenstelling tot andere provincies die vernoemd zijn naar provincies met vergelijkbare grenzen, is er echter niet voor gekozen om het provinciewapen ongewijzigd over te laten nemen; het provinciewapen heeft omgekeerde tincturen in vergelijking met het wapen van Skåne län.
Het wapen van Skåne län werd op 5 september 1997 geregistreerd bij het Octrooi- en Registratiebureau. Deze versie is getekend door Vladimir A. Sagerlund, toen hij heraldisch kunstenaar was bij het Nationaal Archief.

## Externe links

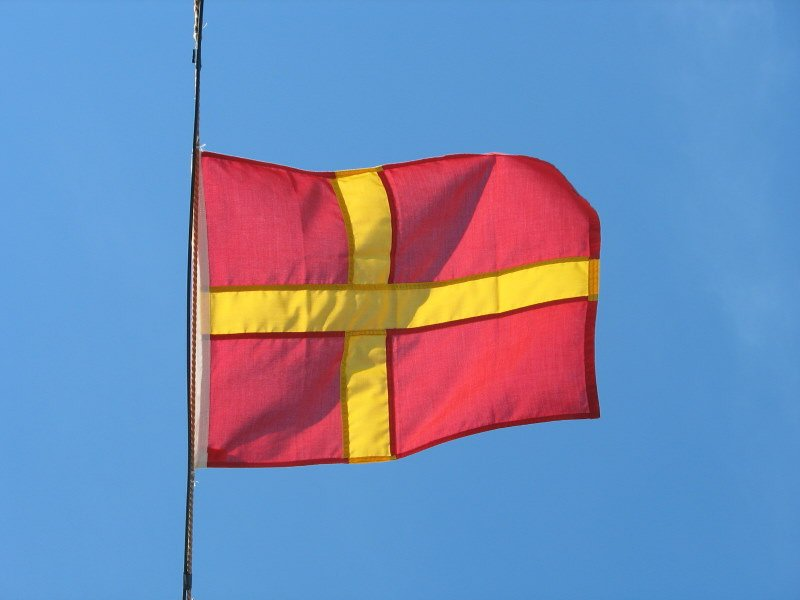
Vlag van Skåne